# Beatrice Ann Wright
Beatrice Ann Wright (* 16. Dezember 1917 in Richmond, New York; † 31. Juli 2018) war eine amerikanische Gestaltpsychologin, die vor allem durch ihre Forschungsarbeiten auf dem Gebiet der Rehabilitationspsychologie bekannt wurde. Ihr Hauptwerk, Physical disability – a psychological approach (1960) bzw. Physical disability – a psychosocial approach (erweiterte Zweitauflage, 1983), wurde von der American Psychological Association in die Liste der einflussreichsten psychologischen Werke des 20. Jahrhunderts aufgenommen.

## Leben und Werk
Wright wurde unter ihrem ursprünglichen Familiennamen Posner als Tochter einer russischen Einwandererfamilie in Richmond, New York, geboren. Ihr Bakkalaureats-Studium absolvierte sie am Brooklyn College, wo unter anderem Abraham Maslow und Solomon Asch zu ihren Lehrern zählten. Anschließend setzte sie ihr Psychologie-Studium an der University of Iowa fort, wo sie nach ihrem Master-Abschluss bei Kurt Lewin promovierte (Fairness and generosity: an experiment in the development of ideology). Wright ist damit eine von nur zwei amerikanischen Psychologinnen, die bei Kurt Lewin ihr Doktorat machten (die zweite ist Mary Martha Gordon Thompson). Sie gehörte auch der so genannten Topology group um Kurt Lewin an.
In die Studienzeit fällt auch ihre Heirat mit M. Erik Wright, der später als Hypnotherapeut bekannt wurde. Nach dem Studienabschluss unterrichtete Wright zuerst am Swarthmore College Psychologie. Dann folgte sie ihrem Mann nach Kalifornien, wo sie eine Stellung beim United States Employment Service in San Francisco annahm. Dort kam sie mit den Problemen behinderter Menschen in Berührung, einen Arbeitsplatz zu finden. In einem allgemeineren Sinn, nämlich dem der Rehabilitationspsychologie, machte Wright dieses Thema zu ihrer Lebensaufgabe. Dies verband sie auch mit einer weiteren Lewin-Schülerin, mit Tamara Dembo, die zusammen mit Kurt Lewin schon ihre Dissertation betreut hatte und wie sie zu einer Pionierin dieser Disziplin wurde.
Ende der 1950er-Jahre half sie Fritz Heider in zweijähriger Arbeit, seine Aufzeichnungen und Unterlagen zu dem Buch zu verarbeiten, das 1958 als sein Hauptwerk erschien: „The Psychology of Interpersonal Relations“. Heider bot Wright deshalb auch an, das Buch unter ihrer beider Namen zu veröffentlichen, was Wright jedoch ablehnte. Heider widmete sein Buch an Wright mit den Worten “From one author to the other.”
Im Jahr 1963 – nach der Rückkehr von einem Australien-Aufenthalt mit ihrem Mann – wurde Wright an die University of Kansas berufen, wo sie sich nun voll auf die Entwicklung und Etablierung der Rehabilitationspsychologie konzentrierte. Ihr Forschungsarbeit trug maßgeblich zu einschlägigen Gesetzen in den USA bei, zum Rehabilitation Act (1973) und zum Americans with Disabilities Act (1990). 2009 verlieh ihr die Society for the Psychological Study of Social Issues den Kurt Lewin Award. Weitere Würdigungen schließen den Distinguished Alumna Award der University of Iowa und den Irvin Youngberg Award for Achievement in Applied Science mit ein.

## Ausgewählte Publikationen von B. A. Wright
- Altruism in Children and the Perceived Conduct of Others. In: The Journal of Abnormal and Social Psychology. Band 37, Nr. 2, 1942, S. 218–233.
- mit R. G. Barker, L. Meyerson und M. R. Gonick: Adjustment to physical handicap and illness: A survey of the social psychology of physique and disability. Social Science Research Council, Bulletin #55, 1946.
- mit R. K. White und Tamara Dembo: Studies in adjustment to visible injuries: Evaluation of curiosity by the injured. In: Journal of Abnormal and Social Psychology. Band 43, 1948, S. 13–28.
- mit Tamara Dembo und G. Leviton: Adjustment to misfortune: A problem of social psychological rehabilitation. In: Artificial Limbs. Band 3, 1956, S. 4–62.
- Herausgeberin von: Psychology and rehabilitation. American Psychological Association, Washington, D. C. 1959 (Nachdruck: Ayer Co., Salem, New Hampshire 1980).
- Physical Disability. A Psychological Approach. Harper & Brothers, New York 1960.
- Physical disability. A psychosocial approach. Harper Collins, New York 1983, ISBN 0-06-047241-3
- Devaluation in chronic illness. In: M. Harrower (Hrsg.): Medical and psychological teamwork in the care of the chronically ill. Charles C. Thomas, Springfield, Illinois 1955, S. 43–46.
- Guidelines for the future in rehabilitation. In: Psychological Aspects of Disability. Band 16, 1969, S. 105–108.
- What is wrong with the concept of independence? What will make it right? In: Pediatric Social Work. Band 2, 1982, S. 99–103.
- Human dignity and professional self-monitoring. In: Journal of Applied Rehabilitation Counseling. Band 18, Nr. 4, 1987, S. 12–14.
- Kurt Lewin: A student remembers sixty-five years ago. In: J. Trempata, A. Pepitone und B. H. Raven (Hrsg.): Lewinian Psychology. Proceedings of the international Conference "Kurt Lewin: Contribution to Contemporary Psychology". K. Wielki University Press, Bydgoszcz 2006, S. 298–301.